# Ка Бертака (Ла Специја)
Ка Бертака је насеље у Италији у округу Ла Специја, региону Лигурија.
Према процени из 2011. у насељу је живело 20 становника. Насеље се налази на надморској висини од 375 м.